# Inmigración española en Nicaragua
Nicaragua posee una importante comunidad española que se ha diseminado por todo el territorio nacional. Según el Instituto Nacional de Estadística de España en 2019 viven en Nicaragua 10,450 ciudadanos españoles. Hoy por hoy existen muchos españoles que se benefician de la doble nacionalidad que legalmente se permite entre ambos países.

## Historia

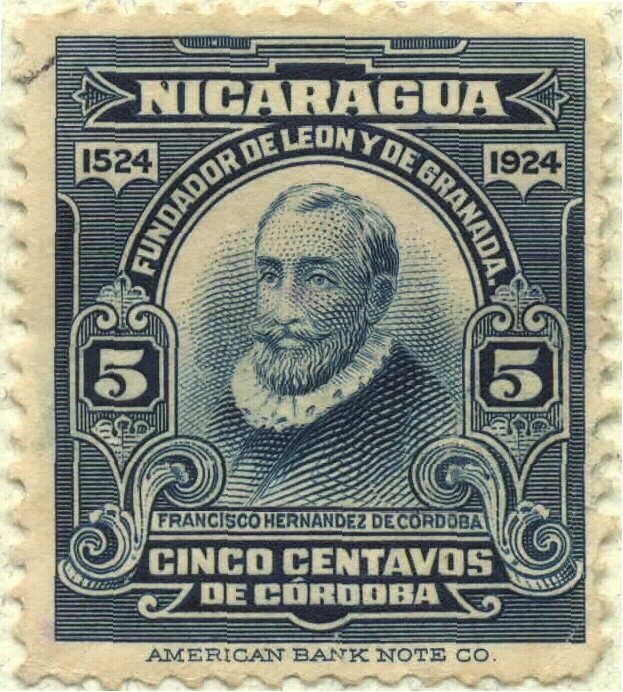
Francisco Hernández de Córdoba fundador de León y Granada.

En 1524 Granada y León fueron fundadas por Francisco Hernández de Córdoba en lo que hoy es Nicaragua. En 1528 la Corona española erigió la Provincia de Nicaragua, que posteriormente pasó a depender de la Audiencia; y en 1786 la Intendencia de León, como parte de la Capitanía General de Guatemala, dependiente del Virreinato de la Nueva España.
A mediados del siglo XVI se desarrolló en el noreste de la actual Honduras la nación de los zambos mosquitos, surgida de la mezcla entre los indígenas que la habitaban y los esclavos sobrevivientes del naufragio de un barco negrero que se hundió en el litoral. Los británicos establecieron amistosas relaciones con ellos y surgió así la reserva Misquita o "Mosquitia", una especie de "protectorado" británico que duró hasta fines de siglo XIX. En 1803, por intermedio de la Real Orden del 20 de noviembre, el rey de España ordenó segregar de la antigua Capitanía General de Guatemala, Mosquitia como las islas de San Andrés y agregarlas al Virreinato de Nueva Granada. En 1894, tropas nicaragüenses al mando de Rigoberto Cabezas ocuparon la región, que fue organizada como el departamento de Zelaya, dividido a fines del siglo XX en dos regiones (Región Autónoma de la Costa Caribe Norte y la Región Autónoma de la Costa Caribe Sur).
En 1812 las Cortes de Cádiz erigieron la Provincia de Nicaragua y Costa Rica (separada de la Provincia de Guatemala), y con cabecera en la ciudad de León. Esta provincia duró hasta 1814, año en que se restableció el reino de Guatemala. En 1820, al restablecerse el régimen constitucional, resurgió la Provincia de Nicaragua y Costa Rica, que estaba dividida en siete partidos: Costa Rica, El Realejo, Granada, León, Nicaragua (Rivas), Nicoya y Nueva Segovia.